# Valoración (matemáticas)
En matemáticas, más particularmente en geometría algebraica y en teoría de números, una valoración, o valoración de Krull, es una medida de multiplicidad. La noción es una generalización de la noción de grado u orden de cancelación de un anillo de polinomios en álgebra, del grado de divisibilidad por un número primo en teoría de números, del orden de un polo en análisis complejo o del número de puntos de contacto entre dos variedades algebraicas en geometría algebraica.

## Definición
Se denomina valoración a una aplicación de un anillo conmutativo unitario {\displaystyle (A,+,\times )} distinto de cero a un grupo abeliano totalmente ordenado {\displaystyle (G,+,<)} y su unión con el infinito
{\displaystyle v:A\longrightarrow G\cup \{\infty \}}
que verifica las siguientes propiedades:
- {\displaystyle \forall x\in A,\ v(x)=\infty \Longleftrightarrow x=0};
- {\displaystyle \forall x,y\in A,\ v(xy)=v(x)+v(y)};
- {\displaystyle v(x+y)\geqslant \min(v(x),v(y))}, propiedad que está conectada a la desigualdad triangular en espacios métricos.

Notas:
1. Se utilizan las convenciones clásicas {\displaystyle a<\infty } y {\displaystyle a+\infty =\infty } para todos los {\displaystyle a\in G}.
2. Algunos autores se limitan a realizar evaluaciones en un cuerpo.
3. Si A es un cuerpo o no, v es un morfismo de monoides de (A *, ×) en (G, +).
4. Cuando A es un cuerpo, v es, por lo tanto, un homomorfismo de grupos de (A*, ×) en (G, +), de modo que v(A*) es un subgrupo de G.
5. Cuando A es un cuerpo, a veces se exige que v sea sobreyectiva, pero siempre se puede volver a esta situación reemplazando G por v(AT*).

Se dice que dos valoraciones v y v' en A son equivalentes si hay un isomorfismo de semigrupos ordenados

### Valoraciones discretas
Cuando el grupo G es ℤ, v se denomina valoración de Dedekind o valoración discreta. Dos valoraciones discretas v y v' sobre A son equivalentes si y solamente si son proporcionales, es decir, si existe un número racional k no nulo tal que
{\displaystyle \forall x\in A^{*},\ v'(x)=kv(x).}
Las clases de equivalencia de valoraciones discretas en un anillo se denominan sus lugares.

### Valoración trivial
La valoración
{\displaystyle {\begin{array}{rrcl}v:&A&\longrightarrow &G\cup \{\infty \}\\&x&\longmapsto &{\begin{cases}\infty &\mathrm {si} \ x=0\\0&\mathrm {si} \ x\neq 0\end{cases}}\end{array}}}
se llama valoración trivial.

## Propiedades

### Propiedades generales
Sea A un anillo conmutativo unitario distinto de cero provisto de una valoración v. Entonces:
- {\displaystyle v(1)=v(-1)=0};
- {\displaystyle \forall x,y\in A,\ v(x-y)\geqslant \min(v(x),v(y))};
- {\displaystyle \forall x,y\in A,\ v(x)\neq v(y)\Rightarrow v(x+y)=\min(v(x),v(y))};
- A es un dominio de integridad;
- existe una única valoración w en un cuerpo de fracciones Frac(A) que amplía v:

{\displaystyle \forall p/q\in \mathrm {Frac} (A),\ w(p/q)=v(p)-v(q)}.

### Valoraciones discretas sobre el cuerpo de los racionales
Los lugares de ℚ, es decir, las valoraciones discretas de ℚ (sin considerar un factor de proporcionalidad), son los de:
- valoración trivial;
- las valoraciones p-ádicas.

### Valor absoluto asociado
Sea v una valoración de A con valores reales, y ρ ∈ ]0, 1[. Se asocia con v un valor absoluto ultramétrico (la noción de valor absoluto generalmente se define en un campo, pero perfectamente definible en cualquier anillo, y siempre induce una distancia en su conjunto subyacente; véase más adelante) expresado como | ∙ |v; y tal que
{\displaystyle \forall x\in A^{*},\ |x|_{v}=\rho ^{v(x)}}.
La distancia asociada a este valor absoluto ({\displaystyle d(x,y)=|x-y|_{v}}) hace que A sea un anillo topológico que incluye la topología derivada de un espacio ultramétrico.
Si A es un cuerpo, entonces {\displaystyle (A,|\cdot |_{v})} es un cuerpo valorado, por lo que su anillo completado (para {\displaystyle d}) es un cuerpo valorado completo. Por la prolongación de las desigualdades, el valor absoluto de este anillo completado sigue siendo ultramétrico. Por ejemplo, los cuerpos ℚp y k((T)) pueden obtenerse mediante esta construcción.

## Ejemplos
Las siguientes aplicaciones son valoraciones:

### Orden de cancelación de un polinomio
Sea K un campo conmutativo, K[X] el anillo de los polinomios con coeficientes en K y a un elemento de K. Se define la aplicación «orden de cancelación en a»:
{\displaystyle {\begin{array}{rrcl}v_{a}:&K[X]&\longrightarrow &\mathbb {Z} \cup \{\infty \}\\&P&\longmapsto &\sup \left\{k\in \mathbb {N} \ |\ \exists R\in K[X],\ P(X)=(X-a)^{k}R(X)\right\}\end{array}}}
que con un polinomio distinto de cero P asocia el orden de multiplicidad de la raíz a en P (orden que es igual a 0 si a no es raíz, y el infinito si P es cero).
Si P es distinto de cero, va(P) es igual al grado del menor monomio distinto de cero de P(a + X).
Nota: Si a pertenece a una extensión L de K (por ejemplo, en el cierre algebraico de K), la valoración va en L[X] está restringida a una valoración sobre K[X].

### Orden de cancelación de una fracción racional
Sea K un campo conmutativo, K(X) el campo de las fracciones racionales con coeficientes en K y a un elemento de K. Se define la aplicación
{\displaystyle {\begin{array}{rrcl}v_{a}:&K(X)&\longrightarrow &\mathbb {Z} \cup \{\infty \}\\&P/Q&\longmapsto &v(P)-v(Q)\end{array}}}
que asocia a una fracción racional la diferencia de las órdenes de cancelación del numerador y del denominador en a. Si v(R) es positivo, es el orden de cancelación de R sobre a, si v(R) es estrictamente negativo, es el orden del polo de R en a.

### Opuesto al grado de un polinomio
Sea K un campo conmutativo y K[X] el anillo de polinomios con coeficientes en K. Se define la aplicación
{\displaystyle {\begin{array}{rrcl}v_{\infty }:&K[X]&\longrightarrow &\mathbb {Z} \cup \{\infty \}\\&P&\longmapsto &-{\text{grado }}P\end{array}}}
que a un polinomio P asocia el opuesto de su grado, con la convención de que el grado del polinomio cero es (-∞).

### Orden de una serie de Laurent
En el cuerpo k((T)) de series formales de Laurent en un campo conmutativo k, se tiene una valoración asociando cualquier serie de Laurent con su orden.

### Orden de una función meromórfica
Si U es un conjunto abierto conexo no vacío del cuerpo de los números complejos; y si A es un punto de U, se tiene  una valoración en el cuerpo de funciones meromorfas en U por asociar a cualquier función meromorfa su orden en el punto A.

### Valoraciónp-ádica
Dado el número primo p, se define la aplicación
{\displaystyle {\begin{array}{rrcl}v_{p}:&\mathbb {Z} &\longrightarrow &\mathbb {N} \cup \{\infty \}\\&n&\longmapsto &{\begin{cases}\infty &{\mbox{ si }}n=0\\\max\{k\in \mathbb {N} \ |\ p^{k}{\mbox{ divisor }}n\}&{\mbox{ si }}n\neq 0\end{cases}}\end{array}}}
que a un entero n le asocia el exponente de p en la descomposición de n en factores primos, con la convención de que vp(0) = ∞. La aplicación vp se denomina valoración p-ádica en ℤ y se extiende sobre el campo de fracciones Es falso

## Anillo de clasificación
Sea K un cuerpo conmutativo dotado de una valoración v. Los elementos de K de valoración positiva o cero constituyen un subanillo R llamado el anillo de valoración asociado con la valoración v sobre K:
El cuerpo de fracciones de R es K.
Se tiene que v(1/x) = -v(x) para cualquier elemento distinto de cero x de K, y por lo tanto x es un elemento invertible de R si y solo si v(x) = 0.
En consecuencia, R es un anillo local cuyo único ideal máximo M consiste en los elementos de valoración estrictamente positiva:
Por ejemplo (para las valoraciones habituales en estos cuerpos) el anillo de valoración de ℚp es ℤp y el de k((T)) (donde k denota un campo conmutativo) es k[[T]]. Estos dos ejemplos también son anillos de valoración discreta.
Hay varias caracterizaciones de los anillos de valoración:
| Enunciado: Sea R un dominio de integridad y K un cuerpo de fracciones. Las siguientes condiciones son equivalentes: 1. R es un anillo de valoración (para una determinada valoración en K); 2. para cualquier elemento x de K que no pertenezca a R, la inversa de x pertenece a R; 3. en el conjunto de ideales principales de R, el orden definido por inclusión es total; 4. en el conjunto de ideales de R, el orden definido por la inclusión es total. |

Dos valoraciones v y v' sobre K son equivalentes si y solo si tienen el mismo anillo de valoración.
Para cualquier campo k y cualquier grupo abeliano completamente ordenado G, existe un campo valorado (K, v) cuyo grupo de valoración es G y cuyo cuerpo residual R/M es k.